# 全國新幹線鐵道整備法
《全国新干线铁道整备法》，是日本为了在全国进行新干线铁道网络铺设而制定的法律。

## 法律结构
- 第1章 总则(第1条-第3条)
- 第2章 新干线铁路建设(第4条-第14条)
- 第3章 新干线铁路大规模翻修(第15-23条)
- 第4章 杂项规定(第24条)
- 第5章 处罚规定(第25-29条)
- 附则

## 立法的历史
虽然东海道新干线在建设之初遭到了强烈的反对，但在1964年10月1日开业以后，其实际使用率远超预想，其便利性、高速性、安全性得到了日本国民的广泛支持。因此政治家与官僚们转变了姿态，决定在全国推广新干线，并因此制定了这部法律。
这部法律制定以后，原本以增强干线铁路的输送力为目标的新干线转变为与高速公路一样的公共服务，并成为政治、经济上的纷争对象。

## 新干线的定义
在这部法律中，首次对“新干线”这一概念进行了定义。在这之前，修正前的新干线特例法中，以“东京都与大阪府之间连接的轨距为1435毫米的干线铁路”的表述，来定义东海道新干线。本法第2条中，“新干线铁路”被定义为，“列车在主要区间以时速200公里以上运行的干线铁路”。这也意味着在法律上，新干线与在来线之间是相互独立的铁路。

## 依此法律建设的新干线
这部法律中，制定了新干线建设的基本流程。包含擬定路线计划并公示（第4条）、进行路线调查（第5条）、擬定整备计划（第7条）、并由国土交通大臣发布建设指令（第8条）。
东海道新干线与山阳新干线，虽然在本法制定时已经开业或处于建设中，但与基于本法建设的新干线视同一致。
基本计划路线中，由本法第7条整备计划所决定的路线如下。
- 1973年（昭和48年）11月13日决定整备计划的路线（整备新干线）
  - 東北新幹線：岩手县盛冈市 - 青森县青森市间（主要经过八户市[1]）
  - 北海道新幹線：青森县青森市 - 北海道札幌市间（主要经过函馆市、小樽市）
  - 北陸新幹線：东京都 - 大阪府大阪市间（主要经过长野市、富山市、小滨市）
  - 九州新幹線：福冈县福冈市 - 鹿儿岛县鹿儿岛市间（主要经过熊本市、川内市）
  - 西九州新幹線：福冈县福冈市 - 长崎县长崎市间（主要经过佐贺市）
- 2011年（平成23年）5月26日决定整备计划的路线
  - 中央新幹線：东京都 - 大阪府大阪市间（主要经过甲府市、赤石山脉中南部、名古屋市、奈良市[2]）

## 新干线铁路的建设
国土交通大臣在决定基本计划时，有权指定运营和建设主体（第6条第1项）。得到各方合意后决定整备计划，并指示建设主体进行建设。铁路建设、运输设施整备支援机构所进行的建设工程成本，由国家和该新干线铁路所经过的都道府县承担。
过去，由于法定的建设主体和运营主体都是日本铁道建设公团和日本国有铁道，并不需要进行各阶段的协商，而只需要根据国家的决策推进。国铁改革后，变成了现在这样。
2011年（平成23年）5月20日指定建设、营业主体的中央新干线，东海旅客铁道（JR东海）不仅是营业主体，还是建设主体。这是本法制定以来第一次将建设主体指定为JR本体。JR东海当时表示，建设经费将来源于希望设置站点的地方自治体和JR东海本身的自主资金。

## 关联项目
- 整備新幹線
- 弾丸列車
- 田中角荣
- 日本列島改造論
- 迷你新干线

## 备注
1. ↑   (PDF).   [2018-03-03]. （原始内容存档 (PDF)于2015-06-08）.
2. ↑   (PDF).   [2018-03-03]. （原始内容 (PDF)存档于2016-04-29）.
3. ↑   (新闻稿). 国土交通省鉄道局. 2011-05-20  [2018-05-21]. （原始内容存档于2022-03-19）.（日語）